# لاگونا ویستا (تگزاس)
لاگونا ویستا، تگزاس(به انگلیسی: Laguna Vista, Texas) شهری در ایالت تگزاس از ایالات جنوبی ایالات متحده آمریکا است. در سرشماری سال ۲۰۰۰، جمعیت این شهر ۱۶۵۸ نفر اعلام شد.